# Gonomyia (Gonomyia) odontostyla
Gonomyia (Gonomyia) odontostyla is een tweevleugelige uit de familie steltmuggen (Limoniidae). De soort komt voor in het Palearctisch gebied.